# Zamek w Kopyczyńcach
Zamek w Kopyczyńcach – warowny zamek wybudowany przez Kopeczyńskich (Kopyczeńskich) w Kopyczyńcach. 

## Historia
W Kopyczyńcach istniał warowny zamek, który oparł się najazdom Turków i Tatarów i przetrwał do XVIII w.

## Pałac
W połowie XVIII w. na miejscu zamku wybudowano klasycystyczny dwór zwany pałacem Baworowskich. Pałac uległ zniszczeniu podczas I wojny światowej; jego ruiny zostały rozebrane w 1949 za czasów ZSRR. Współcześnie w tym miejscu jest park miejski.